# Turniej o Łańcuch Herbowy Miasta Ostrowa Wielkopolskiego 2002
Turniej o Łańcuch Herbowy Miasta Ostrowa Wielkopolskiego 2002 – turniej żużlowy, rozegrany po raz 50. w Ostrowie Wielkopolskim, w którym zwyciężył Polak Rafał Kurmański.

## Wyniki
- Ostrów Wielkopolski, 20 października 2002
- Sędzia: Józef Piekarski

| Msc. | Zawodnik              | Państwo      | Pkt |             |  |
| ---- | --------------------- | ------------ | --- | ----------- |  |
| 1    | Rafał Kurmański       | Zielona Góra | 12  | (3,2,3,3,1) |  |
| 2    | Wiesław Jaguś         | Toruń        | 11  | (3,3,2,d,3) |  |
| 3    | Robert Sawina         | Toruń        | 11  | (3,3,d,2,3) |  |
| 4    | Rafał Dobrucki        | Piła         | 11  | (1,2,3,3,2) |  |
| 5    | Tomasz Gapiński       | Piła         | 10  | (2,d,3,2,3) |  |
| 6    | Tomasz Jędrzejak      | Wrocław      | 10  | (2,2,2,2,2) |  |
| 7    | Jacek Rempała         | Leszno       | 9   | (2,3,d,3,1) |  |
| 8    | Jacek Krzyżaniak      | Wrocław      | 8   | (2,d,2,1,3) |  |
| 9    | Janusz Kołodziej      | Tarnów       | 7   | (3,t,1,1,2) |  |
| 10   | Damian Baliński       | Leszno       | 7   | (0,1,1,3,2) |  |
| 11   | Marek Latosi          | Ostrów Wlkp. | 6   | (w,3,1,2,d) |  |
| 12   | Michał Robacki        | Bydgoszcz    | 5   | (1,1,2,0,1) |  |
| 13   | Przemysław Tajchert   | Ostrów Wlkp. | 4   | (1,–,3,d,d) |  |
| 14   | Tomasz Kwiatkowski    | Ostrów Wlkp. | 4   | (1,2,0,1,0) |  |
| 15   | Adam Jaziewicz        | Ostrów Wlkp. | 2   | (0,0,d,1,1) |  |
| 16   | Paweł Łęcki           | Ostrów Wlkp. | 2   | (0,1,1,0,0) |  |
| 17   | rez. Marcin Dąbrowski | Ostrów Wlkp. | 0   | (d,0)       |  |

Bieg po biegu:
1. Sawina, Rempała, Kwiatkowski, Jaziewicz
2. Kurmański, Gapiński, Dobrucki, Łęcki
3. Jaguś, Krzyżaniak, Tajchert, Latosi (w/su)
4. Kołodziej, Jędrzejak, Robacki, Baliński
5. Sawina, Jędrzejak, Łęcki, Krzyżaniak (d4)
6. Latosi, Kwiatkowski, Gapiński (d), Dąbrowski (d4) (Kołodziej t)
7. Jaguś, Kurmański, Robacki, Jaziewicz
8. Rempała, Dobrucki, Baliński, Dąbrowski (Tajchert ns)
9. Gapiński, Jaguś, Baliński, Sawina (d4)
10. Tajchert, Robacki, Łęcki, Kwiatkowski
11. Dobrucki, Krzyżaniak, Kołodziej, Jaziewicz (d3)
12. Kurmański, Jędrzejak, Latosi, Rempała (dst)
13. Kurmański, Sawina, Kołodziej, Tajchert (d4)
14. Dobrucki, Jędrzejak, Kwiatkowski, Jaguś (d4)
15. Baliński, Latosi, Jaziewicz, Łęcki
16. Rempała, Gapiński, Krzyżaniak, Robacki
17. Sawina, Dobrucki, Robacki, Latosi (d4)
18. Krzyżaniak, Baliński, Kurmański, Kwiatkowski
19. Gapiński, Jędrzejak, Jaziewicz, Tajchert (d4)
20. Jaguś, Kołodziej, Rempała, Łęcki